# 1272
Portal Geschichte | Portal Biografien | Aktuelle Ereignisse | Jahreskalender | Tagesartikel

◄ |
12. Jahrhundert |
13. Jahrhundert
| 14. Jahrhundert | ►

◄ |
1240er |
1250er |
1260er |
1270er
| 1280er | 1290er | 1300er | ►

◄◄ |
◄ |
1268 |
1269 |
1270 |
1271 |
1272
| 1273 | 1274 | 1275 | 1276 | ► | ►►
Staatsoberhäupter  · Nekrolog
| Januar | Januar | Januar | Januar | Januar | Januar | Januar | Januar |
| Kw     | Mo     | Di     | Mi     | Do     | Fr     | Sa     | So     |
| ------ | ------ | ------ | ------ | ------ | ------ | ------ | ------ |
| 53     |        |        |        |        | 1      | 2      | 3      |
| 1      | 4      | 5      | 6      | 7      | 8      | 9      | 10     |
| 2      | 11     | 12     | 13     | 14     | 15     | 16     | 17     |
| 3      | 18     | 19     | 20     | 21     | 22     | 23     | 24     |
| 4      | 25     | 26     | 27     | 28     | 29     | 30     | 31     |

| Februar | Februar | Februar | Februar | Februar | Februar | Februar | Februar |
| Kw      | Mo      | Di      | Mi      | Do      | Fr      | Sa      | So      |
| ------- | ------- | ------- | ------- | ------- | ------- | ------- | ------- |
| 5       | 1       | 2       | 3       | 4       | 5       | 6       | 7       |
| 6       | 8       | 9       | 10      | 11      | 12      | 13      | 14      |
| 7       | 15      | 16      | 17      | 18      | 19      | 20      | 21      |
| 8       | 22      | 23      | 24      | 25      | 26      | 27      | 28      |
| 9       | 29      |         |         |         |         |         |         |

| März | März | März | März | März | März | März | März |
| Kw   | Mo   | Di   | Mi   | Do   | Fr   | Sa   | So   |
| ---- | ---- | ---- | ---- | ---- | ---- | ---- | ---- |
| 9    |      | 1    | 2    | 3    | 4    | 5    | 6    |
| 10   | 7    | 8    | 9    | 10   | 11   | 12   | 13   |
| 11   | 14   | 15   | 16   | 17   | 18   | 19   | 20   |
| 12   | 21   | 22   | 23   | 24   | 25   | 26   | 27   |
| 13   | 28   | 29   | 30   | 31   |      |      |      |

| April | April | April | April | April | April | April | April |
| Kw    | Mo    | Di    | Mi    | Do    | Fr    | Sa    | So    |
| ----- | ----- | ----- | ----- | ----- | ----- | ----- | ----- |
| 13    |       |       |       |       | 1     | 2     | 3     |
| 14    | 4     | 5     | 6     | 7     | 8     | 9     | 10    |
| 15    | 11    | 12    | 13    | 14    | 15    | 16    | 17    |
| 16    | 18    | 19    | 20    | 21    | 22    | 23    | 24    |
| 17    | 25    | 26    | 27    | 28    | 29    | 30    |       |

| Mai | Mai | Mai | Mai | Mai | Mai | Mai | Mai |
| Kw  | Mo  | Di  | Mi  | Do  | Fr  | Sa  | So  |
| --- | --- | --- | --- | --- | --- | --- | --- |
| 17  |     |     |     |     |     |     | 1   |
| 18  | 2   | 3   | 4   | 5   | 6   | 7   | 8   |
| 19  | 9   | 10  | 11  | 12  | 13  | 14  | 15  |
| 20  | 16  | 17  | 18  | 19  | 20  | 21  | 22  |
| 21  | 23  | 24  | 25  | 26  | 27  | 28  | 29  |
| 22  | 30  | 31  |     |     |     |     |     |

| Juni | Juni | Juni | Juni | Juni | Juni | Juni | Juni |
| Kw   | Mo   | Di   | Mi   | Do   | Fr   | Sa   | So   |
| ---- | ---- | ---- | ---- | ---- | ---- | ---- | ---- |
| 22   |      |      | 1    | 2    | 3    | 4    | 5    |
| 23   | 6    | 7    | 8    | 9    | 10   | 11   | 12   |
| 24   | 13   | 14   | 15   | 16   | 17   | 18   | 19   |
| 25   | 20   | 21   | 22   | 23   | 24   | 25   | 26   |
| 26   | 27   | 28   | 29   | 30   |      |      |      |

| Juli | Juli | Juli | Juli | Juli | Juli | Juli | Juli |
| Kw   | Mo   | Di   | Mi   | Do   | Fr   | Sa   | So   |
| ---- | ---- | ---- | ---- | ---- | ---- | ---- | ---- |
| 26   |      |      |      |      | 1    | 2    | 3    |
| 27   | 4    | 5    | 6    | 7    | 8    | 9    | 10   |
| 28   | 11   | 12   | 13   | 14   | 15   | 16   | 17   |
| 29   | 18   | 19   | 20   | 21   | 22   | 23   | 24   |
| 30   | 25   | 26   | 27   | 28   | 29   | 30   | 31   |

| August | August | August | August | August | August | August | August |
| Kw     | Mo     | Di     | Mi     | Do     | Fr     | Sa     | So     |
| ------ | ------ | ------ | ------ | ------ | ------ | ------ | ------ |
| 31     | 1      | 2      | 3      | 4      | 5      | 6      | 7      |
| 32     | 8      | 9      | 10     | 11     | 12     | 13     | 14     |
| 33     | 15     | 16     | 17     | 18     | 19     | 20     | 21     |
| 34     | 22     | 23     | 24     | 25     | 26     | 27     | 28     |
| 35     | 29     | 30     | 31     |        |        |        |        |

| September | September | September | September | September | September | September | September |
| Kw        | Mo        | Di        | Mi        | Do        | Fr        | Sa        | So        |
| --------- | --------- | --------- | --------- | --------- | --------- | --------- | --------- |
| 35        |           |           |           | 1         | 2         | 3         | 4         |
| 36        | 5         | 6         | 7         | 8         | 9         | 10        | 11        |
| 37        | 12        | 13        | 14        | 15        | 16        | 17        | 18        |
| 38        | 19        | 20        | 21        | 22        | 23        | 24        | 25        |
| 39        | 26        | 27        | 28        | 29        | 30        |           |           |

| Oktober | Oktober | Oktober | Oktober | Oktober | Oktober | Oktober | Oktober |
| Kw      | Mo      | Di      | Mi      | Do      | Fr      | Sa      | So      |
| ------- | ------- | ------- | ------- | ------- | ------- | ------- | ------- |
| 39      |         |         |         |         |         | 1       | 2       |
| 40      | 3       | 4       | 5       | 6       | 7       | 8       | 9       |
| 41      | 10      | 11      | 12      | 13      | 14      | 15      | 16      |
| 42      | 17      | 18      | 19      | 20      | 21      | 22      | 23      |
| 43      | 24      | 25      | 26      | 27      | 28      | 29      | 30      |
| 44      | 31      |         |         |         |         |         |         |

| November | November | November | November | November | November | November | November |
| Kw       | Mo       | Di       | Mi       | Do       | Fr       | Sa       | So       |
| -------- | -------- | -------- | -------- | -------- | -------- | -------- | -------- |
| 44       |          | 1        | 2        | 3        | 4        | 5        | 6        |
| 45       | 7        | 8        | 9        | 10       | 11       | 12       | 13       |
| 46       | 14       | 15       | 16       | 17       | 18       | 19       | 20       |
| 47       | 21       | 22       | 23       | 24       | 25       | 26       | 27       |
| 48       | 28       | 29       | 30       |          |          |          |          |

| Dezember | Dezember | Dezember | Dezember | Dezember | Dezember | Dezember | Dezember |
| Kw       | Mo       | Di       | Mi       | Do       | Fr       | Sa       | So       |
| -------- | -------- | -------- | -------- | -------- | -------- | -------- | -------- |
| 48       |          |          |          | 1        | 2        | 3        | 4        |
| 49       | 5        | 6        | 7        | 8        | 9        | 10       | 11       |
| 50       | 12       | 13       | 14       | 15       | 16       | 17       | 18       |
| 51       | 19       | 20       | 21       | 22       | 23       | 24       | 25       |
| 52       | 26       | 27       | 28       | 29       | 30       | 31       |          |

| Januar | Januar | Januar | Januar | Januar | Januar | Januar | Januar |
| Kw     | Mo     | Di     | Mi     | Do     | Fr     | Sa     | So     |
| ------ | ------ | ------ | ------ | ------ | ------ | ------ | ------ |
| 53     |        |        |        |        | 1      | 2      | 3      |
| 1      | 4      | 5      | 6      | 7      | 8      | 9      | 10     |
| 2      | 11     | 12     | 13     | 14     | 15     | 16     | 17     |
| 3      | 18     | 19     | 20     | 21     | 22     | 23     | 24     |
| 4      | 25     | 26     | 27     | 28     | 29     | 30     | 31     |

| Februar | Februar | Februar | Februar | Februar | Februar | Februar | Februar |
| Kw      | Mo      | Di      | Mi      | Do      | Fr      | Sa      | So      |
| ------- | ------- | ------- | ------- | ------- | ------- | ------- | ------- |
| 5       | 1       | 2       | 3       | 4       | 5       | 6       | 7       |
| 6       | 8       | 9       | 10      | 11      | 12      | 13      | 14      |
| 7       | 15      | 16      | 17      | 18      | 19      | 20      | 21      |
| 8       | 22      | 23      | 24      | 25      | 26      | 27      | 28      |
| 9       | 29      |         |         |         |         |         |         |

| März | März | März | März | März | März | März | März |
| Kw   | Mo   | Di   | Mi   | Do   | Fr   | Sa   | So   |
| ---- | ---- | ---- | ---- | ---- | ---- | ---- | ---- |
| 9    |      | 1    | 2    | 3    | 4    | 5    | 6    |
| 10   | 7    | 8    | 9    | 10   | 11   | 12   | 13   |
| 11   | 14   | 15   | 16   | 17   | 18   | 19   | 20   |
| 12   | 21   | 22   | 23   | 24   | 25   | 26   | 27   |
| 13   | 28   | 29   | 30   | 31   |      |      |      |

| April | April | April | April | April | April | April | April |
| Kw    | Mo    | Di    | Mi    | Do    | Fr    | Sa    | So    |
| ----- | ----- | ----- | ----- | ----- | ----- | ----- | ----- |
| 13    |       |       |       |       | 1     | 2     | 3     |
| 14    | 4     | 5     | 6     | 7     | 8     | 9     | 10    |
| 15    | 11    | 12    | 13    | 14    | 15    | 16    | 17    |
| 16    | 18    | 19    | 20    | 21    | 22    | 23    | 24    |
| 17    | 25    | 26    | 27    | 28    | 29    | 30    |       |

| Mai | Mai | Mai | Mai | Mai | Mai | Mai | Mai |
| Kw  | Mo  | Di  | Mi  | Do  | Fr  | Sa  | So  |
| --- | --- | --- | --- | --- | --- | --- | --- |
| 17  |     |     |     |     |     |     | 1   |
| 18  | 2   | 3   | 4   | 5   | 6   | 7   | 8   |
| 19  | 9   | 10  | 11  | 12  | 13  | 14  | 15  |
| 20  | 16  | 17  | 18  | 19  | 20  | 21  | 22  |
| 21  | 23  | 24  | 25  | 26  | 27  | 28  | 29  |
| 22  | 30  | 31  |     |     |     |     |     |

| Juni | Juni | Juni | Juni | Juni | Juni | Juni | Juni |
| Kw   | Mo   | Di   | Mi   | Do   | Fr   | Sa   | So   |
| ---- | ---- | ---- | ---- | ---- | ---- | ---- | ---- |
| 22   |      |      | 1    | 2    | 3    | 4    | 5    |
| 23   | 6    | 7    | 8    | 9    | 10   | 11   | 12   |
| 24   | 13   | 14   | 15   | 16   | 17   | 18   | 19   |
| 25   | 20   | 21   | 22   | 23   | 24   | 25   | 26   |
| 26   | 27   | 28   | 29   | 30   |      |      |      |

| Juli | Juli | Juli | Juli | Juli | Juli | Juli | Juli |
| Kw   | Mo   | Di   | Mi   | Do   | Fr   | Sa   | So   |
| ---- | ---- | ---- | ---- | ---- | ---- | ---- | ---- |
| 26   |      |      |      |      | 1    | 2    | 3    |
| 27   | 4    | 5    | 6    | 7    | 8    | 9    | 10   |
| 28   | 11   | 12   | 13   | 14   | 15   | 16   | 17   |
| 29   | 18   | 19   | 20   | 21   | 22   | 23   | 24   |
| 30   | 25   | 26   | 27   | 28   | 29   | 30   | 31   |

| August | August | August | August | August | August | August | August |
| Kw     | Mo     | Di     | Mi     | Do     | Fr     | Sa     | So     |
| ------ | ------ | ------ | ------ | ------ | ------ | ------ | ------ |
| 31     | 1      | 2      | 3      | 4      | 5      | 6      | 7      |
| 32     | 8      | 9      | 10     | 11     | 12     | 13     | 14     |
| 33     | 15     | 16     | 17     | 18     | 19     | 20     | 21     |
| 34     | 22     | 23     | 24     | 25     | 26     | 27     | 28     |
| 35     | 29     | 30     | 31     |        |        |        |        |

| September | September | September | September | September | September | September | September |
| Kw        | Mo        | Di        | Mi        | Do        | Fr        | Sa        | So        |
| --------- | --------- | --------- | --------- | --------- | --------- | --------- | --------- |
| 35        |           |           |           | 1         | 2         | 3         | 4         |
| 36        | 5         | 6         | 7         | 8         | 9         | 10        | 11        |
| 37        | 12        | 13        | 14        | 15        | 16        | 17        | 18        |
| 38        | 19        | 20        | 21        | 22        | 23        | 24        | 25        |
| 39        | 26        | 27        | 28        | 29        | 30        |           |           |

| Oktober | Oktober | Oktober | Oktober | Oktober | Oktober | Oktober | Oktober |
| Kw      | Mo      | Di      | Mi      | Do      | Fr      | Sa      | So      |
| ------- | ------- | ------- | ------- | ------- | ------- | ------- | ------- |
| 39      |         |         |         |         |         | 1       | 2       |
| 40      | 3       | 4       | 5       | 6       | 7       | 8       | 9       |
| 41      | 10      | 11      | 12      | 13      | 14      | 15      | 16      |
| 42      | 17      | 18      | 19      | 20      | 21      | 22      | 23      |
| 43      | 24      | 25      | 26      | 27      | 28      | 29      | 30      |
| 44      | 31      |         |         |         |         |         |         |

| November | November | November | November | November | November | November | November |
| Kw       | Mo       | Di       | Mi       | Do       | Fr       | Sa       | So       |
| -------- | -------- | -------- | -------- | -------- | -------- | -------- | -------- |
| 44       |          | 1        | 2        | 3        | 4        | 5        | 6        |
| 45       | 7        | 8        | 9        | 10       | 11       | 12       | 13       |
| 46       | 14       | 15       | 16       | 17       | 18       | 19       | 20       |
| 47       | 21       | 22       | 23       | 24       | 25       | 26       | 27       |
| 48       | 28       | 29       | 30       |          |          |          |          |

| Dezember | Dezember | Dezember | Dezember | Dezember | Dezember | Dezember | Dezember |
| Kw       | Mo       | Di       | Mi       | Do       | Fr       | Sa       | So       |
| -------- | -------- | -------- | -------- | -------- | -------- | -------- | -------- |
| 48       |          |          |          | 1        | 2        | 3        | 4        |
| 49       | 5        | 6        | 7        | 8        | 9        | 10       | 11       |
| 50       | 12       | 13       | 14       | 15       | 16       | 17       | 18       |
| 51       | 19       | 20       | 21       | 22       | 23       | 24       | 25       |
| 52       | 26       | 27       | 28       | 29       | 30       | 31       |          |

## Ereignisse

### Politik und Weltgeschehen

#### Heiliges Römisches Reich
- 2. April: Richard von Cornwall, seit 1257 römisch-deutscher König aus dem Haus Plantagenet, stirbt. Gegenkönig Alfons von Kastilien fordert daraufhin die päpstliche Approbation, die ihm Gregor X. jedoch verweigert. Damit ist der Weg frei für eine Neuwahl und das Ende des Interregnums im Reich. Bis zum Ende des Jahres können sich die Kurfürsten jedoch nicht auf einen geeigneten Kandidaten einigen.
- Ulrich von Liechtenstein wird von Ottokar II. Přemysl als Landesrichter in der Steiermark eingesetzt.

#### Ungarn
- Der ungarische Kronprinz Ladislaus wird auf einer Reise nach Dalmatien von dem slawonischen Ban Joachim Gutkeled entführt und in der Burg von Kapronca gefangen gehalten. Stephan V. will seinen 10-jährigen Sohn mit einem Heer befreien, aber am 6. August stirbt der dreiunddreißigjährige König. Nach seiner Freilassung wird Ladislaus auf Betreiben seiner Mutter Elisabeth von Cumania noch vor dem 3. September vom  Erzbischof von Esztergom gekrönt.

#### England

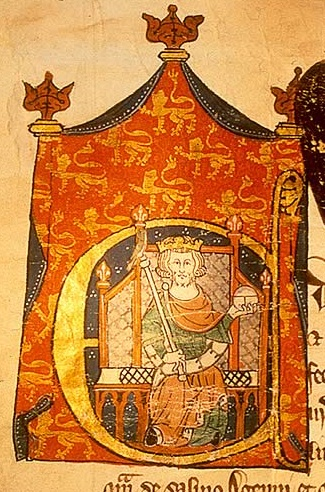
Edward I.

- 16. November: Nach dem Tod Heinrichs III. wird Edward I., genannt Longshanks, König von England. Er befindet sich jedoch gerade auf Kreuzzug. Er beendet daraufhin die Vorbereitungen für einen Angriff auf Jerusalem, schließt Frieden mit Baibars I., dem Sultan der Mamluken, und macht sich auf den Heimweg. Auch die Nachricht von der Geburt seiner Tochter Joan trägt zu dieser Entscheidung bei.

#### Urkundliche Ersterwähnungen
- Erstmalige urkundliche Erwähnung des Orts Heltersberg
- Erstmalige urkundliche Erwähnung von Berken, Gais, Obergurig und Teufen

### Wissenschaft und Technik
- Frühjahr: Thomas von Aquin verlässt den Lehrstuhl an der Sorbonne in Paris und begibt sich nach Neapel, wo er ab dem Wintersemester lehrt.
- Herbst: Der Dominikaner Dietrich von Freiberg beginnt sein Fortbildungsstudium der Theologie in Paris.
- Der Franziskaner Roger Bacon veröffentlicht das Compendium studii philosophiae. In diesem Werk, das uns nur in seinem ersten Teil vorliegt, kritisiert er die Bettelorden (wegen ihres Versagens als Erzieher).
- Alfons X. von Kastilien gründet die Universitas Studiorum Murciana.

### Kultur und Gesellschaft

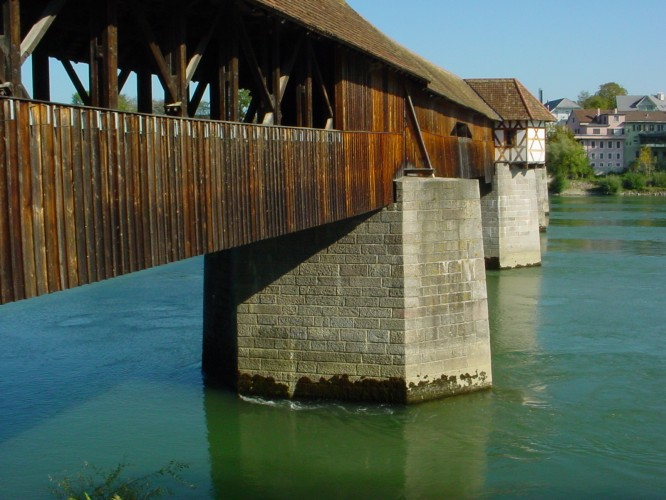
Holzbrücke Bad Säckingen

- In den Colmarer Annalen wird die Holzbrücke Bad Säckingen über den Rhein erstmals urkundlich erwähnt.
- Der bisher älteste bekannte altjiddische Vers findet sich in einer Handschrift des Wormser Mahzôr aus dem Jahre 1272.
- Die Brüder Niccolò und Maffeo Polo erreichen mit ihrem Neffen Marco auf ihrer Reise ins Reich des Kublai Khan die Hafenstadt Hormus. Von hier aus wollten die Handelsreisenden eigentlich über den Seeweg nach China aufbrechen, doch lässt sie der schlechte Zustand der Schiffe im Hafen von ihren Plänen Abstand nehmen. Sie wählen stattdessen den Landweg über die Seidenstraße.

### Religion

Wappen Gregors X.

- 13. März: Archidiakon Teobaldo Visconti, der sich 1271 bei seiner Wahl zum Papst mit dem englischen Thronprinzen Edward auf Kreuzzug im Heiligen Land befand, kehrt nach Rom zurück. Da er nie zum Priester geweiht worden ist, erfolgt am 19. März die Priesterweihe, danach wird er am 27. März unter dem Namen Gregor X. inthronisiert.
- 31. März: Papst Gregor X. beruft das 2. Konzil von Lyon ein, um einen weiteren Kreuzzug zu organisieren, dieses tritt aber erst 1274 zusammen.
- Pfingsten: Auf dem Generalkapitel der Dominikaner in Florenz wird beschlossen, in Barcelona und Bologna Generalstudien einzurichten. Ulrich von Straßburg wird Provinzial der deutschen Ordensprovinz Teutonia der Dominikaner.

### Katastrophen
- Großbrand in Stavanger

## Geboren

### Geburtsdatum gesichert
- 1. Januar: William Ferrers, 1. Baron Ferrers of Groby, anglonormannischer Adeliger († 1325)
- 10. Mai: Bernardo Tolomei, italienischer Mönch, Philosoph und Jurist, Heiliger der katholischen Kirche, Begründer der Gemeinschaft der Olivetaner († 1348)

### Genaues Geburtsdatum unbekannt
- Frühjahr: Johanna von England, englische Adelige († 1307)
- Berthold VII., Graf von Henneberg-Schleusingen († 1340)
- Gilles Li Muisis, französischer Mönch, Chronist und Dichter († 1352)
- Solamisch, Sultan der Mamluken in Ägypten († 1291)

### Geboren um 1272
- Guy de Beauchamp, 10. Earl of Warwick, englischer Magnat († 1315)

## Gestorben

### Erstes Halbjahr
- 5. Januar: John de Grey, englischer Adliger und Rebell
- 18. Januar: Heinrich von Leiningen, Kanzler des Heiligen Römischen Reiches, Bischof von Würzburg und Bischof von Speyer

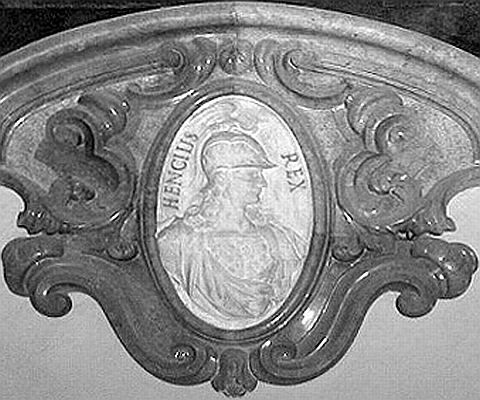
Detail von Enzios Grabstein in Bologna

- 14. März: Enzio, König von Sardinien (* um 1220)
- 17. März: Go-Saga, Kaiser von Japan (* 1220)
- vor April: Roger Bertram, englischer Adliger und Rebell (* 1224)
- 2. April: Richard von Cornwall, Earl of Cornwall, Graf von Poitou und König des Heiligen römischen Reiches (* 1209)
- 27. April: Zita, italienische Dienstmagd und Heilige der katholischen Kirche (* um 1212/1218)
- 27. Mai: Erich I., Herzog von Schleswig (* um 1242)
- 6. Juni: Ratibor, Herzog von Pommerellen (* 1212)
- 10. Juni: Berchtold von Falkenstein, Abt des Benediktinerklosters St. Gallen
- um 11. Juni: James Audley, englischer Magnat und Justiciar of Ireland (* um 1220)

### Zweites Halbjahr

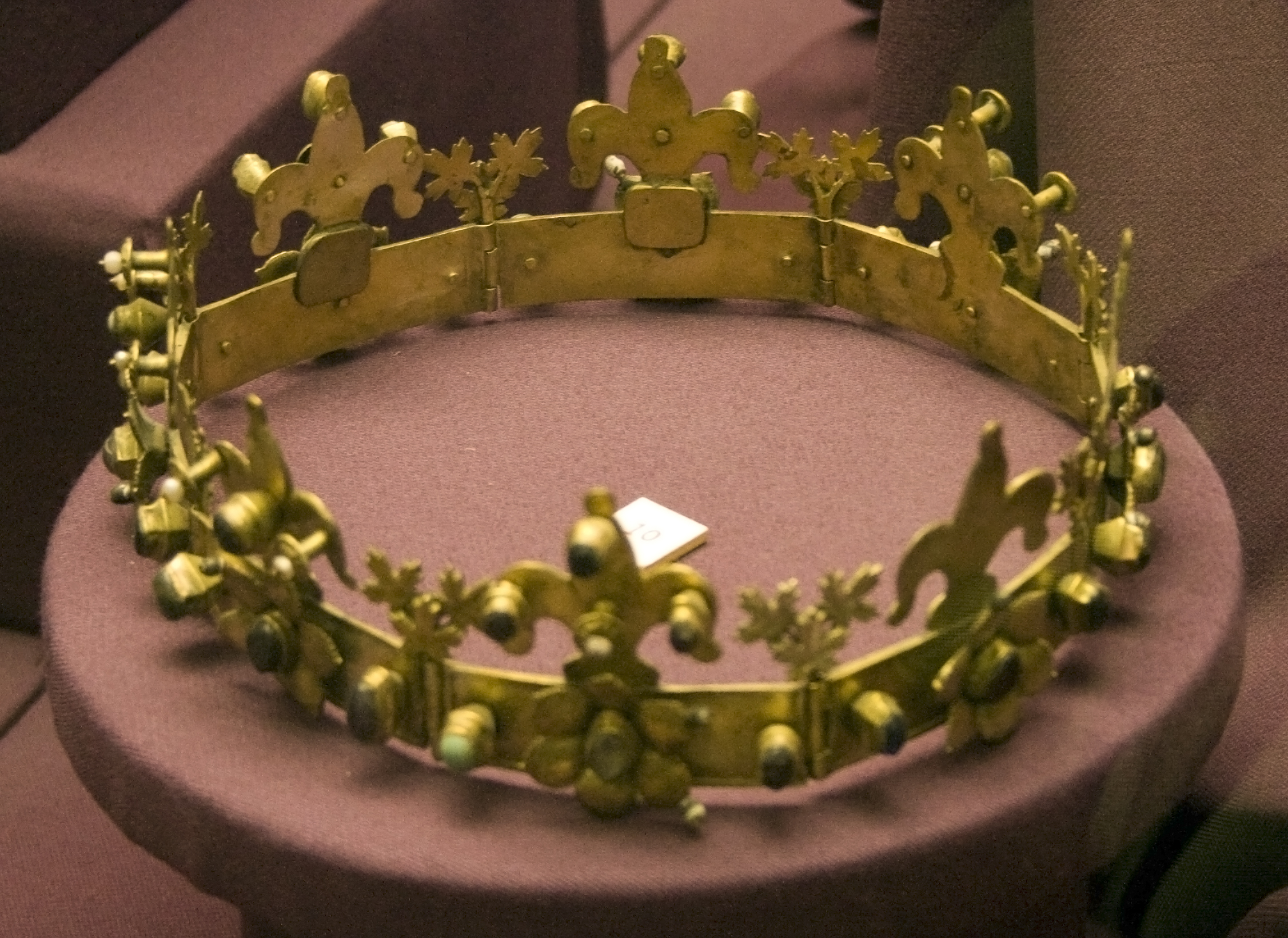
Die Begräbniskrone Stephans V.

- 6. August: Stephan V., König von Ungarn, Kroatien, Dalmatien und Rama (* 1239)
- 11. August: Gerhard von der Mark, Bischof von Münster (* 1220)
- 29. August: Henry de Percy, englischer Adeliger (* um 1235)
- 13. September: Wilhelm von Saint-Amour, Kanoniker an der Sorbonne
- 22. September: Dietrich II. von Meißen, Bischof von Naumburg (* um 1190)
- 27. Oktober: Hugo IV., Herzog von Burgund und Titularkönig des Königreichs Thessalonike (* 1212)
- 14. November: Heinrich I. von Montfort, Bischof von Chur
- 14. November: Widukind von Wittgenstein, Abt des Klosters Grafschaft
- 15./19. November: David von Augsburg, mystischer Schriftsteller und Lehrer des Franziskanerordens in Deutschland (* um 1200)
- 16. November: Heinrich III., König von England, Lord of Ireland sowie Herzog von Aquitanien, Graf von Poitou und Herzog von Guyenne (* 1207)
- 14. Dezember: Berthold von Regensburg, deutscher Franziskaner und Prediger (* um 1210)

### Genaues Todesdatum unbekannt
- Gottfried V., Graf von Ziegenhain
- Jaroslaw III. Jaroslawitsch, Großfürst von Twer und Wladimir (* 1230)
- Matthias, Sire von Trie, Mouchy-le-Châtel und Plessis-Billebaut, Graf von Dammartin (* vor 1209)
- al-Qurtubī, islamischer Gelehrter aus Andalusien (* 1214)

### Gestorben um 1272
- 1270/1272: Johann II., Graf von Soissons, Herr von Amboise und Graf von Chartres